# Anežka Babenberská (1163)
Anežka Babenberská (německy Agnes von Babenberg, polsky Agnieszka Babenberg, 1108/1113? – 24. ledna/25. ledna 1163? Altenburg) byla slezská a krakovská kněžna z dynastie Babenberků.
Narodila se jako jedno z mnoha dětí rakouského markraběte Leopolda III. a jeho druhé choti Anežky, dcery císaře Jindřicha IV. V rozmezí let 1125 a 1127 byla provdána za slezského knížete Vladislava. Svého muže přežila, zemřela 24. či 25. ledna blíže neurčeného roku a byla pohřbena v saském cisterciáckém klášteře Pforta.